# Amerikanske Jomfruøer ved vinter-OL 2022
Amerikanske Jomfruøer deltog i vinter-OL 2022 i Beijing, Kina i perioden 4. – 20. februar 2022.

## Medaljer
| 2022 Beijing          | Guld | Sølv | Bronze | Total |
| Amerikanske Jomfruøer | -    | -    | -      | -     |

### Medaljevindere
| Amerikanske Jomfruøer under vinter-OL 2022 i Beijing | Amerikanske Jomfruøer under vinter-OL 2022 i Beijing | Amerikanske Jomfruøer under vinter-OL 2022 i Beijing | Amerikanske Jomfruøer under vinter-OL 2022 i Beijing | Amerikanske Jomfruøer under vinter-OL 2022 i Beijing |
| Medalje                                              | Navn                                                 | Sport                                                | Event                                                | Dato                                                 |
| ---------------------------------------------------- | ---------------------------------------------------- | ---------------------------------------------------- | ---------------------------------------------------- | ---------------------------------------------------- |
| Guld                                                 | -                                                    | -                                                    | -                                                    | -                                                    |
| Sølv                                                 | -                                                    | -                                                    | -                                                    | -                                                    |
| Bronze                                               | -                                                    | -                                                    | -                                                    | -                                                    |